# 不倫瑞克 (俄亥俄州)
41°14′39″N 81°49′42″W / 41.24417°N 81.82833°W
不倫瑞克（Brunswick, Ohio）是美國俄亥俄州東北部的一個城市、梅迪納縣的最大城市。面積32.6平方公里。根據美國2000年人口普查，人口33,388人。